# Karel Belgický
Princ Karel Belgický, hrabě flanderský (nizozemsky: Karel, francouzsky: Charles, německy: Karl; 10. října 1903, Brusel – 1. června 1983, Raversijde) byl členem belgické královské rodiny. Od roku 1944 do roku 1950 sloužil jako belgický regent, zatímco soudní komise vyšetřovala jeho staršího bratra krále Leopolda III., jenž čelil obviněním, že zradil Spojence během druhé světové války údajně předčasnou kapitulací v roce 1940 a spolupracoval s nacisty během okupace Belgie. Karlovo regentství skončilo, když bylo Leopoldovi umožněno vrátit se do Belgie. Krátce po návratu a obnovení panovnických povinností Leopold abdikoval ve prospěch svého syna Baudouina.
Během druhé světové války byl Karel známý jako Général du Boc, aby z bezpečnostních důvodů skryl svou identitu.

## Mládí
Karel se narodil v Bruselu jako druhý syn belgického korunního prince Alberta (od roku 1909 krále Alberta I.) a jeho manželky, vévodkyně Alžběty Bavorské. Dne 31. ledna 1910 mu byl udělen titul hraběte flanderského. Během první světové války byly děti z belgické královské rodiny poslány do Spojeného království. Král Albert I. zůstal v Belgii. V roce 1915 začal princ Karel navštěvovat školu Wixenford ve Wokinghamu v Berkshire. V roce 1917 pokračoval na Royal Naval College v Osbornu a o dva roky později v Dartmouthu. V roce 1926 získal v britském královském námořnictvu čestnou hodnost poručíka. Později téhož roku se vrátil do Belgie a začal navštěvovat Královskou vojenskou školu v Bruselu.

## Regentství
Princ Karel byl jmenován belgickým regentem, když v roce 1944 skončila německá okupace jeho země. Důvodem bylo to, že byla zpochybněna role jeho staršího bratra krále Leopolda III. během druhé světové války a také manželství Leopolda s Marií Lilian Baelsovou.
Karlovo regentství poznamenaly události vyplývající z německé okupace a spory kolem jeho bratra Leopolda. Toto období mělo významný dopad na události v pozdějších desetiletích. Během jeho regentství byla přijata důležitá ekonomická a politická rozhodnutí. Belgii se podařilo nastartovat své národní hospodářství pomocí americké pomoci poskytované podle Marshallova plánu. Stavební sektor byl stimulován vládními granty na opravu válkou poškozených budov. Kromě toho ženy získaly volební právo v parlamentních volbách v roce 1948. Také během jeho regentství byla vytvořena celní unie Beneluxu, Belgie se stala členským státem OSN a byla podepsána Severoatlantická smlouva.
V roce 1950 Karlovo regentství skončilo, když se Leopold III. vrátil do Belgie a po plebiscitu znovu převzal své monarchické povinnosti. Karel odešel z veřejného života, usadil se v Ostende a zapojil se do uměleckých aktivit. Svá díla podepisoval jako „Karel van Vlaanderen“ (Karel Flanderský).
Byl 377. rytířem velkokříže Řádu věže a meče.
Karel měl biologickou dceru Isabelle Wybo, narozenou v roce 1938 jako výsledek vztahu s Jacqueline Wehrli, dcerou bruselského pekaře. Její existence byla do značné míry neznámá, dokud v roce 2003 nebyla zveřejněna princova biografie. Isabelle se oficiálně objevila se synem svého bratrance, princem Laurentem, v roce 2012.
Zemřel 1. června 1983 v Ostende, několik měsíců před svým starším bratrem. Byl pohřben v kostele Panny Marie z Laekenu v Bruselu. Ve své závěti nechal diamantový diadém císařovny Josefíny své sestře Marii Josefě.

## Údajné manželství
Uvádí se, že princ Karel, hrabě z Flander, se oženil s Louise Marie Jacqueline Peyrebrune (16. února 1921, La Réole – 15. září 2014, Saint-Hilaire-de-la-Noaille), dříve paní Georges Schaack, dcerou Alfreda Peyrebruna a Marie Madeleine Triaut, na církevním obřadu v Paříži dne 14. září 1977. Toto manželství bylo zmíněno v každém vydání Gothajského almanachu. L'Allemagne Dynastique však o tomto tvrzení pochybuje a místo toho tvrdí, že se nejen nikdy neuskutečnil žádný civilní sňatek, ale ani žádný církevní (který se podle francouzského zákona nemohl uskutečnit před civilním sňatkem).

## Vyznamenání

### Národní vyznamenání
- Velkostuha Řádu Leopolda[4]
- Rytíř velkokříže Řádu africké hvězdy

### Zahraniční vyznamenání
- Tchaj-wan: Rytíř velkokříže Řádu oblaku a praporu
- Třetí Francouzská republika: Rytíř velkokříže Řádu čestné legie
- Řecko: Rytíř velkokříže Řádu Spasitele
- Spojené království: Rytíř velkokříže s řetězem Královského řádu Viktoriina
- Italské království: Rytíř velkokříže Řádu zvěstování
- Lucembursko: Rytíř velkokříže Nasavského domácího řádu zlatého lva
- Suverénní řád Maltézských rytířů: Rytíř velkokříže Maltského řádu
- Nizozemsko: Rytíř velkokříže Řádu nizozemského lva
- Norsko: Rytíř velkokříže Řádu svatého Olafa
- Rumunské království: Rytíř velkokříže Řádu Karla I.
- Španělsko: Velkokříž s límcem Řádu Karla III.
- Svatý stolec: Rytíř velkokříže Rytířského řádu Božího hrobu jeruzalémského
- Švédsko: Rytíř Řádu Serafínů
- Portugalsko:
  - Rytíř velkokříže Řádu Kristova
  - Rytíř velkokříže Řádu věže a meče

## Vývod z předků
|                |                                              |  |                        |                                             |  |  |  |  |  |  |  | František Sasko-Kobursko-Saalfeldský |
|                |                                              |  |                        |                                             |  |  |  |  |  |  |  |                                      |
|                | Leopold I. Belgický                          |  |                        |                                             |  |  |  |  |  |  |  |                                      |
|                |                                              |  |                        |                                             |  |  |  |  |  |  |  |                                      |
|                |                                              |  |                        | Augusta Reussová z Ebersdorfu               |  |  |  |  |  |  |  |                                      |
|                |                                              |  |                        |                                             |  |  |  |  |  |  |  |                                      |
|                | Filip Belgický                               |  |                        |                                             |  |  |  |  |  |  |  |                                      |
|                |                                              |  |                        |                                             |  |  |  |  |  |  |  |                                      |
|                |                                              |  |                        | Ludvík Filip Francouzský                    |  |  |  |  |  |  |  |                                      |
|                |                                              |  |                        |                                             |  |  |  |  |  |  |  |                                      |
|                | Luisa Orleánská                              |  |                        |                                             |  |  |  |  |  |  |  |                                      |
|                |                                              |  |                        |                                             |  |  |  |  |  |  |  |                                      |
|                |                                              |  |                        | Marie Amálie Neapolsko-Sicilská             |  |  |  |  |  |  |  |                                      |
|                |                                              |  |                        |                                             |  |  |  |  |  |  |  |                                      |
|                | Albert I. Belgický                           |  |                        |                                             |  |  |  |  |  |  |  |                                      |
|                |                                              |  |                        |                                             |  |  |  |  |  |  |  |                                      |
|                |                                              |  |                        | Karel Hohenzollernsko-Sigmaringenský        |  |  |  |  |  |  |  |                                      |
|                |                                              |  |                        |                                             |  |  |  |  |  |  |  |                                      |
|                | Karel Antonín Hohenzollernsko-Sigmaringenský |  |                        |                                             |  |  |  |  |  |  |  |                                      |
|                |                                              |  |                        |                                             |  |  |  |  |  |  |  |                                      |
|                |                                              |  |                        | Marie Antoinette Muratová                   |  |  |  |  |  |  |  |                                      |
|                |                                              |  |                        |                                             |  |  |  |  |  |  |  |                                      |
|                | Marie Luisa Hohenzollernská                  |  |                        |                                             |  |  |  |  |  |  |  |                                      |
|                |                                              |  |                        |                                             |  |  |  |  |  |  |  |                                      |
|                |                                              |  |                        | Karel Ludvík Fridrich Bádenský              |  |  |  |  |  |  |  |                                      |
|                |                                              |  |                        |                                             |  |  |  |  |  |  |  |                                      |
|                | Josefína Bádenská                            |  |                        |                                             |  |  |  |  |  |  |  |                                      |
|                |                                              |  |                        |                                             |  |  |  |  |  |  |  |                                      |
|                |                                              |  |                        | Stéphanie de Beauharnaisová                 |  |  |  |  |  |  |  |                                      |
|                |                                              |  |                        |                                             |  |  |  |  |  |  |  |                                      |
| Karel Belgický |                                              |  |                        |                                             |  |  |  |  |  |  |  |                                      |
|                |                                              |  |                        |                                             |  |  |  |  |  |  |  |                                      |
|                |                                              |  | Pius Augustus Bavorský |                                             |  |  |  |  |  |  |  |                                      |
|                |                                              |  |                        |                                             |  |  |  |  |  |  |  |                                      |
|                | Maxmilián Josef Bavorský                     |  |                        |                                             |  |  |  |  |  |  |  |                                      |
|                |                                              |  |                        |                                             |  |  |  |  |  |  |  |                                      |
|                |                                              |  |                        | Amálie Luisa Arenberková                    |  |  |  |  |  |  |  |                                      |
|                |                                              |  |                        |                                             |  |  |  |  |  |  |  |                                      |
|                | Karel Teodor Bavorský                        |  |                        |                                             |  |  |  |  |  |  |  |                                      |
|                |                                              |  |                        |                                             |  |  |  |  |  |  |  |                                      |
|                |                                              |  |                        | Maxmilián I. Josef Bavorský                 |  |  |  |  |  |  |  |                                      |
|                |                                              |  |                        |                                             |  |  |  |  |  |  |  |                                      |
|                | Ludovika Bavorská                            |  |                        |                                             |  |  |  |  |  |  |  |                                      |
|                |                                              |  |                        |                                             |  |  |  |  |  |  |  |                                      |
|                |                                              |  |                        | Karolína Frederika Vilemína Bádenská        |  |  |  |  |  |  |  |                                      |
|                |                                              |  |                        |                                             |  |  |  |  |  |  |  |                                      |
|                | Alžběta Gabriela Bavorská                    |  |                        |                                             |  |  |  |  |  |  |  |                                      |
|                |                                              |  |                        |                                             |  |  |  |  |  |  |  |                                      |
|                |                                              |  |                        | Jan VI. Portugalský                         |  |  |  |  |  |  |  |                                      |
|                |                                              |  |                        |                                             |  |  |  |  |  |  |  |                                      |
|                | Michal I. Portugalský                        |  |                        |                                             |  |  |  |  |  |  |  |                                      |
|                |                                              |  |                        |                                             |  |  |  |  |  |  |  |                                      |
|                |                                              |  |                        | Šarlota Joaquina Španělská                  |  |  |  |  |  |  |  |                                      |
|                |                                              |  |                        |                                             |  |  |  |  |  |  |  |                                      |
|                | Marie Josefa Portugalská                     |  |                        |                                             |  |  |  |  |  |  |  |                                      |
|                |                                              |  |                        |                                             |  |  |  |  |  |  |  |                                      |
|                |                                              |  |                        | Konstantin z Löwenstein-Wertheim-Rosenbergu |  |  |  |  |  |  |  |                                      |
|                |                                              |  |                        |                                             |  |  |  |  |  |  |  |                                      |
|                | Adelaida z Löwenstein-Wertheim-Rosenbergu    |  |                        |                                             |  |  |  |  |  |  |  |                                      |
|                |                                              |  |                        |                                             |  |  |  |  |  |  |  |                                      |
|                |                                              |  |                        | Anežka Hohenlohe-Langenburská               |  |  |  |  |  |  |  |                                      |
|                |                                              |  |                        |                                             |  |  |  |  |  |  |  |                                      |